# Ilisia graphica
Ilisia graphica är en tvåvingeart som först beskrevs av Osten Sacken 1860.  Ilisia graphica ingår i släktet Ilisia och familjen småharkrankar. Inga underarter finns listade i Catalogue of Life.